# Uracentron
Uracentron is een geslacht van hagedissen uit de familie kielstaartleguaanachtigen (Tropiduridae).

## Naam en indeling
De wetenschappelijke naam van de groep werd voor het eerst voorgesteld door Johann Jakob Kaup in 1826. Er zijn twee soorten waarvan de doornstaartboomleguaan (Uracentron azureum) het bekendst is.

## Verspreiding en habitat
De hagedissen komen voor in delen van noordelijk Zuid-Amerika en leven in de landen Brazilië, Colombia, Ecuador, Frans-Guyana, Guyana, Peru, Suriname en mogelijk in Bolivia.
De habitat bestaat uit tropische en subtropische bossen, ook in savannen kunnen de dieren worden aangetroffen. Er is een tolerantie voor gebieden die door de mens zijn aangepast zoals tuinen.

## Beschermingsstatus
Door de internationale natuurbeschermingsorganisatie IUCN is aan alle soorten een beschermingsstatus toegewezen. Beide soorten worden gezien als 'veilig' (Least Concern of LC).

## Soorten
Het geslacht omvat de volgende soorten, met de auteur en het verspreidingsgebied.
| Naam                                        | Auteur          | Verspreidingsgebied                                    |
| ------------------------------------------- | --------------- | ------------------------------------------------------ |
| Doornstaartboomleguaan (Uracentron azureum) | Linnaeus, 1758  | Brazilië, Colombia, Frans-Guyana, Guyana, Suriname     |
| Uracentron flaviceps                        | Guichenot, 1855 | Brazilië, Colombia, Ecuador, Peru, mogelijk in Bolivia |